# Ahmed Mekky (acteur)
Ahmed Mekky (en arabe : أحمد مكي), acteur et rappeur Algéro-égyptien, né le 19 juin 1980 à Oran en Algérie d'un père algérien et d'une mère égyptienne.

## Filmographie

### Cinéma
- 2009 : Teer enta
- 2010 : La Tarago' Wala Istislam (Al-Qabda Al-Dameya)
- 2011 : Cima Ali Baba
- 2013 : Samir Abou Alneil

### Télévision
- El-kebir awi (s1-s8)